# Eleccions generals espanyoles de 1931

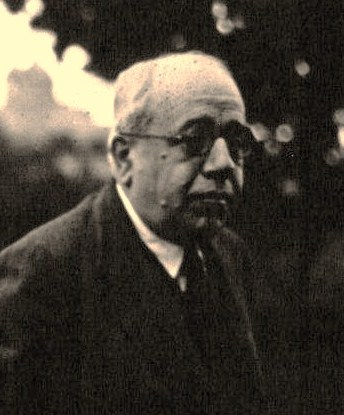
Manuel Azaña, cap de govern 1931-1933

El 28 de juny de 1931 es van celebrar en Espanya les eleccions a Corts Constituents de la Segona República Espanyola. La segona volta es va perllongar, amb diverses eleccions parcials, entre el 12 de juliol i el 8 de novembre. A elles van concórrer, d'una banda la Conjunció republicana-socialista, en la qual, encara que cada partit concorria amb el seu propi programa, s'incloïen el PSOE, els radicals de Lerroux, els radicalsocialistas, els progressistes (Dreta Liberal Republicana) i l'Acció Republicana d'Azaña. La dreta antirepublicana concorria dividida. Les eleccions van donar un triomf rotund a la Conjunció republicana-socialista. La dreta i el centre republicans (amb l'excepció dels radicals) quedaven reduïts a un paper testimonial, mentre que la dreta monàrquica sofria una derrota seriosa. Com a resultat la majoria de les esquerres en el Parlament (agrupada entorn de socialistes, radicalsocialistes i Acció Republicana, ja que radicals i progressistes van abandonar aviat la coalició) va donar lloc al denominat "bienni reformista" entre els anys 1931 i 1933.

## Composició de la Cambra
| ← Eleccions generals espanyoles, 28 de juny de 1931 → |        |        |      |
| Partit                                                | Escons | % Esc. | Dif. |
| Partit Socialista (PSOE)                              | 115    | 24,5   | -    |
| Partit Republicà Radical (PRR)                        | 94     | 20,2   | -    |
| Partit Republicà Radical Socialista (PRRS)            | 59     | 12,5   | -    |
| Esquerra Republicana de Catalunya (ERC)               | 31     | 6,5    | -    |
| Acció Popular                                         | 28     | 5,9    | -    |
| Partit Agrari                                         | 23     | 4,9    | -    |
| Dreta Liberal Republicana                             | 22     | 4,6    | -    |
| Partit Republicà Democràtic Federal                   | 17     | 3,6    | -    |
| Federació Republicana Gallega (després ORGA)          | 16     | 3,4    | -    |
| Basco-navarresos (PNB i carlins)                      | 15     | 3,2    | -    |
| Agrupación al Servicio de la República                | 13     | 2,8    | -    |
| Lliga Regionalista                                    | 4      | 0,8    | -    |
| Unió Socialista de Catalunya                          | 4      | 0,8    | -    |
| Partit Integrista (amb els agraris)                   | 3      | 0,6    | -    |
| Partit Catalanista Republicà                          | 2      | 0,4    | -    |
| Partit Republicà Liberal Demòcrata                    | 2      | 0,4    | -    |
| Partido Nazonalista Repubricán de Ourense             | 1      | 0,2    | -    |
| Monàrquic liberal                                     | 1      | 0,2    | -    |
| Independents                                          | 20     | 4,2    | -    |
| TOTAL                                                 | 470    | 100,00 | -    |

## Resultat per partits
No existeix unanimitat sobre l'afiliació política de tots els parlamentaris. A més, els grups parlamentaris van ser molt mòbils. D'acord amb aquestes excepcions, els resultats poden desglossar-se de la següent manera:
- Partits d'esquerra marxista (125 diputats)
  - PSOE, de Julián Besteiro: 116 escons (primera majoria de la Càmera).
  - Unió Socialista de Catalunya (USC), de Gabriel Alomar, 4 escons
  - Izquierda Revolucionaria Antifascista - Radical Socialista Revolunaria, de José Antonio Balbontín, 2 escons
  - Extrema Esquerra Federal, d'Antonio Jiménez, 2 escons
  - Federals independents, amb Ramón Franco, 2 escons
- Republicans d'esquerra (166 diputats)
  - Partit Republicà Radical Socialista, de Marcel·lí Domingo: 59 escons.
  - Esquerra Republicana de Catalunya: 29 escons.
  - Acció Republicana, de Manuel Azaña: 29 escons.
  - Partit Republicà Democràtic Federal, de Joaquim Pi i Arsuaga, 16 escons
  - ORGA, de Santiago Casares Quiroga, 14 escons.
  - Agrupación al Servicio de la República, de José Ortega y Gasset, 13 escons
  - Esquerra Republicana Radical Socialista, de Ramón Nogués, dos escons
  - Partido Nazonalista Repubricán de Ourense, de Ramón Otero Pedrayo, un escó
  - Republicans independents, 6 escons
- Republicans de centre i dreta, 129 escons
  - Partit Republicà Radical (i la seva secció valenciana, el PURA), d'Alejandro Lerroux: 90 escons.
  - Dreta Liberal Republicana, després Partit Republicà Progressista, de Niceto Alcalá Zamora, 25 escons
  - Partit Republicà Liberal Demòcrata (PRLD) de Melquíades Álvarez: 4 escons
  - Partit Republicà de Centre (PRC), de Joan March Ordinas: 2 escons
  - Apoyo a la República, dos escons
  - Agrupació Republicana Provincial d'Àvila, dos escons
  - Republicans independents, 4 escons
- Dreta:
  - Acció Nacional, d'Ángel Herrera Oria: 5 escons.
  - Partit Agrari, d'Antonio Royo Villanova, 5 escons
- Regionalistes i nacionalistes de centredreta 
  - Partit Nacionalista Basc, 7 escons (en coalició amb carlins)
  - Lliga Regionalista de Catalunya: 2 escons
  - Partit Catalanista Republicà: 2 escons
  - Galleguistes independents, de Castelao: 5 escons
  - Partit Agrari Autonomista, de Manuel Portela Valladares: 1 escó
  - Independents a favor de l'Estatut d'Estella: 3 escons
- Dreta monàrquica:
  - Comunió Tradicionalista, carlins jaumistes en coalició amb PNB: 4 escons
  - Partit Integrista (catòlics agraris): 3 escons
  - Unió Monàrquica Nacional, de José Calvo Sotelo: 1 escó
  - Monàrquics liberals (comte de Romanones): 1 escó

Dissolta en 1933, per a donar lloc a l'elecció de Corts o Congrés dels Diputats el mateix any.

## Resultat per Circumscripcions

### Catalunya
- Barcelona ciutat (18 escons)
  - Jaume Aiguader i Miró (ERC)
  - Joan Puig i Ferreter (ERC)
  - Ventura Gassol i Rovira (ERC)
  - Josep Dencàs i Puigdollers (ERC)
  - Joan Lluhí i Vallescà (ERC)
  - Josep Riera i Puntí (ERC)
  - Josep Tarradellas i Joan (ERC)
  - Antoni Maria Sbert i Massanet (ERC)
  - Antoni Xirau i Palau (ERC)
  - Rafael Campalans i Puig (USC)
  - Martí Esteve i Guau (Partit Catalanista Republicà)
  - Lluís Nicolau d'Olwer (Partit Catalanista Republicà)
  - Joaquim Pi i Arsuaga (PRDF)
  - Ramon d'Abadal i Calderó (Lliga Regionalista)
  - Pere Rahola i Molinas (Lliga Regionalista)
  - Ramón Franco Bahamonde (federalista independent)
  - Àngel Samblancat i Casanova (Extrema Esquerra Republicana)
  - Antonio Jiménez Jiménez (Dreta Liberal Republicana)

Francesc Macià (ERC) i Gabriel Alomar (USC) renunciaren al seu escó.
- Barcelona província (15 escons)
  - Josep Suñol i Garriga (ERC)
  - Lluís Companys i Jover (ERC)
  - Domènec Palet i Barba (ERC)
  - Josep Grau i Jassans (ERC)
  - Carles Pi i Sunyer (ERC)
  - Amadeu Aragay i Davi (ERC)
  - Joan Selves i Carner (ERC)
  - Josep Bordas de la Cuesta (ERC)
  - Joan Ventosa i Roig (ERC)
  - Josep Xirau i Palau (USC)
  - Eduard Layret i Foix (federalista independent)
  - Manuel Dolcet Carmen (PRDF)
  - Salvador Sediles Moreno (Extrema Esquerra Federal)
  - Manuel Serra Moret (USC)
  - Amadeu Hurtado i Miró (Acció Catalana)
- Tarragona (7 escons)
  - Joan Loperena i Romà (ERC)
  - Ramon Nogués i Biset (ERRS)
  - Josep Berenguer i Cros (ERRS)
  - Marcel·lí Domingo i Sanjuán (PRRS)
  - Amós Ruiz Lecina (PSOE),
  - Jaume Simó i Bofarull (Partit Republicà Radical)
  - Jaume Carner i Romeu (Republicà independent)
- Lleida (6 escons)
  - Francesc Macià i Llussà (ERC)
  - Epifani Bellí i Castiel (ERC)
  - Ricard Palacin i Soldevila (ERC)
  - Humbert Torres i Barberà (ERC)
  - Pere Corominas i Montanya (independent en ERC)
  - Josep Estadella i Arnó (Partit Republicà Radical)
- Girona (7 escons)
  - Albert Quintana i de León (ERC)
  - Miquel Santaló i Parvorell (ERC)
  - Salvador Albert i Pey (ERC)
  - Joan Estelrich i Artigues (Lliga de Catalunya)
  - Josep Ayats Surribas (Dreta Liberal Republicana)
  - Manuel Carrasco i Formiguera (Partit Catalanista Republicà)
  - Josep Puig d'Asprer (Partit Republicà Radical)

### Illes Balears
- Josep Teodor Canet Menéndez (Partit Republicà Radical)
- Francesc Julià i Perelló (Partit Republicà Radical)
- Joan March Ordinas (Partit Republicà de Centre)
- Lluís Alemany Pujol (Partit Republicà de Centre)
- Francesc Carreras Reura (Acció Republicana)
- Alexandre Jaume Rosselló (PSOE)
- Gabriel Alomar i Villalonga (PSOE)

### País Valencià
- Castelló (6 escons)
  - Fernando Gasset Lacasaña (PURA)
  - Vicente Cantos Figuerola (PURA)
  - Álvaro Pascual-Leone Forner (PURA)
  - Juan Sapiña Camaró (PSOE)
  - Vicente Sales Musoles (Dreta Liberal Republicana)
  - José Royo Gómez (Acció Republicana)
- València ciutat (7 escons)
  - Manuel Azaña Díaz (Acció Republicana)
  - Melquiades Álvarez González-Posada (PRLD)
  - Sigfrido Blasco-Ibáñez Blasco (PURA)
  - Francisco Sanchis Pascual (PSOE)
  - Fernando Valera Aparicio (PRRS)
  - Pedro Vargas Guerendiain (PRRS)
  - Joaquín García Ribes (PURA)
- València província (13 escons)
  - Ricardo Samper e Ibáñez (PURA)
  - Juli Just Jimeno (PURA)
  - Juan Calot Sanz (PURA)
  - Juan Bort Olmos (PURA)
  - Vicent Marco Miranda (PURA)
  - Gerardo Carreres Bayarri (PURA)
  - José García-Berlanga Pardo (PURA)
  - José Manteca Roger (PURA)
  - Héctor Altabás Alio (PURA)
  - Miguel San Andrés Castro (PRRS)
  - José Cano Coloma (PRRS)
  - Isidre Escandell i Úbeda (PSOE)
  - Pedro García García (PSOE)
- Alacant (11 escons)
  - Antonio Pérez Torreblanca (PRRS)
  - Julio María López Orozco (PRRS)
  - Jerónimo Gomáriz Latorre (PRRS)
  - Juan Botella Asensi (PRRS)
  - Romualdo Rodríguez de Vera (PSOE)
  - Manuel González Ramos (PSOE)
  - Rodolfo Llopis Ferrándiz (PSOE)
  - Carlos Esplá Rizo (republicà independent)
  - Miguel de Cámara Cendoya (Partit Republicà Radical)
  - César Puig Martínez (Partit Republicà Radical)
  - César Oarrichena Jenaro (Partit Republicà Radical)

### País Basc i Navarra
- Àlaba (2 escons)
  - Félix Susaeta y Mardones (PRRS)
  - José Luis de Oriol y Urigüen (Comunió Tradicionalista)
- Biscaia (3 escons)
  - Marcelino Oreja Elósegui (Partit Catòlic Tradicionalista)
  - Francisco Basterrechea Zaldívar (PNB)
  - Manuel Robles Aranguiz (PNB)
- Bilbao (7 escons)
  - Indalecio Prieto Tuero (PSOE)
  - Luis Araquistain Quevedo (PSOE)
  - Ramón María Aldasoro Galarza (PRRS)
  - Vicente Fatrás Neira (PRRS)
  - José Horn Areilza (PNB)
  - Manuel de Eguileor Orueta (PNB)
- Guipúscoa (6 escons)
  - Antonio Pildain Zapiain (PNB)
  - Jesús María de Leizaola Sánchez (PNB)
  - Rafael Picavea Leguía (independent dins les llistes del PNB)
  - Julio Urquijo Ibarra (Comunió Tradicionalista)
  - Juan Usabiaga Lasquívar (Partit Republicà Radical)
  - Enrique de Francisco Jiménez (PSOE)
- Navarra (7escons)
  - Tomás Domínguez Arévalo, comte de Rodezno (Comunión Tradicionalista)
  - Joaquín Beunza Redín (Comunión Tradicionalista)
  - José Antonio Aguirre Lekube (PNB)
  - Miguel Gortari Errea (catòlic-foralista)
  - Rafael Aizpún Santafé (catòlic-foralista)
  - Mariano Ansó Zunzarren (Acción Republicana)
  - Emilio Azarola Gresillón (PRRS)

### Galícia
- La Corunya (16 escons)
  - Santiago Casares Quiroga (ORGA)
  - Antonio Rodríguez Pérez (ORGA)
  - Salvador Madariaga Rojo (ORGA)
  - Alejandro Rodríguez Cadarso (ORGA)
  - Antón Villar Ponte (ORGA)
  - Ramón María Tenreiro Rodríguez (ORGA)
  - Emilio González López (ORGA)
  - Ramón Suárez Picallo (ORGA)
  - Roberto Novoa Santos (ORGA)
  - Ramón Beade Méndez (PSOE)
  - Edmundo Lorenzo Santiago (PSOE)
  - José Mareque Santos (PSOE)
  - Leandro Pita Romero (FRG independents)
  - Benito Blanco-Rajoy Espada (FRG independents)
  - Luis Cornide Quiroga (FRG independents)
  - José Reino Caamaño (independent)
- Ourense (9 diputats)
  - Luis Fábrega Coello (Partit Republicà Radical)
  - Basilio Alvarez Rodríguez (Partit Republicà Radical)
  - Justo Villanueva Gómez (Partit Republicà Radical)
  - Manuel Martínez Risco y Macías (Acció Republicana)
  - Alfonso Quintana Pena (PSOE)
  - Manuel García Becerra (PRRS)
  - Ramón Otero Pedrayo (PNRO)
  - José Calvo Sotelo (Unión Monárquica Nacional)
  - Alfonso Pazos Cid (independent)
- Pontevedra (12 escons)
  - Enrique Heraclio Botana Pérez (PSOE)
  - Alejandro Otero Fernández (PSOE)
  - Eugenio Arbones Castellanzuela (PSOE)
  - José Gómez Osorio (PSOE)
  - Manuel Varela Radío (Acció Republicana Gallega)
  - Bibiano Fernández Osorio Tafall (Acció Republicana Gallega)
  - Joaquín Poza Juncal (Acció Republicana Gallega)
  - Laureano Gómez Paratcha (Acció Republicana Gallega)
  - Emiliano Iglesias Ambrosio (Partit Republicà Radical)
  - José López Varela (Partit Republicà Radical)
  - Ramón Salgado Pérez (Partit Republicà Radical)
  - Alfonso Rodríguez Castelao (galleguista independent)
- Lugo (10 escons)
  - Ubaldo Azpiazu y Artazu (Partit Republicà Radical)
  - Gerardo Abad Conde (Partit Republicà Radical)
  - Manuel Becerra Fernández (Partit Republicà Radical)
  - Francisco Javier Elola y Díaz Varela (Partit Republicà Radical)
  - Rafael de Vega Barrera (Partit Republicà Radical)
  - Enrique Gómez Jiménez (DLR)
  - Luis Recaséns Siches (DLR)
  - Daniel Vázquez Campo (ORGA)
  - Manuel Portela Valladares (PARA)
  - José Lladó Vallés (independent)

### Illes Canàries
- Las Palmas (5 escons)
  - José Franchy y Roca (Federal)
  - Bernardino Valle Gracia (Federal)
  - Juan Negrín López (PSOE)
  - Marcelino Pascua Martínez (PSOE)
  - Rafael Guerra del Río (Partit Republicà Radical)
- Santa Cruz de Tenerife (6 escons)
  - Andrés de Arroyo y González de Chaves (indendent agrari)
  - Alonso Pérez Díaz (Partit Republicà Radical)
  - Ramón Gil Roldán (Partit Republicà Radical)
  - Antonio Lara Zárate (Partit Republicà Radical)
  - Andrés Orozco Batista (Partit Republicà Radical)
  - Domingo Pérez Trujillo (PSOE)